# IC 4221
IC 4221 ist eine Balken-Spiralgalaxie vom Hubble-Typ SBc im Sternbild Jungfrau auf der Ekliptik. Sie ist schätzungsweise 124 Millionen Lichtjahre von der Milchstraße entfernt und hat einen Durchmesser von etwa 50.000 Lj.

Im selben Himmelsareal befinden sich u. a. die Galaxien NGC 5073 und NGC 5094.
Die Supernovae SN 2002bs (Typ-Ia) und SN 2015C (Typ-IIP) wurden hier beobachtet.
Das Objekt wurde im Juli 1899 von DeLisle Stewart entdeckt.